# Bedrocan
Bedrocan is een Nederlands bedrijf dat sinds 2003 medicinale cannabis produceert in opdracht van het Nederlandse ministerie van VWS. Het is tevens de merknaam van een van de producten van het bedrijf. Bedrocan is wereldwijd het oudste bedrijf gespecialiseerd in medicinale cannabis en het enige bedrijf dat gestandaardiseerde medicinale cannabis produceert.
De hoofdvestiging is in Veendam, terwijl in Emmeloord de grootste productielocatie is gevestigd. Daarnaast heeft het bedrijf een laboratorium in Amsterdam. 
In 2021 had het bedrijf ruim honderd werknemers in dienst en produceerde het meer dan 5.000 kilo medicinale cannabis per jaar. Ongeveer 80 procent van de productie wordt geëxporteerd.

## Beleid medicinale cannabis

### Definitie
Er is sprake van medicinale cannabis als deze volgens farmaceutische richtlijnen is geteeld. Dat zijn strenge richtlijnen (GMP) waarbij het eindproduct gegarandeerd vrij is van zware metalen, pesticiden en andere vervuiling. De samenstelling is, net als bij gewone medicijnen, altijd hetzelfde. De cannabis uit de coffeeshop of afkomstig uit de illegale (thuis)teelt, is dat niet. Medicinale cannabis, ook wel mediwiet genoemd, kan in Nederland alleen door huisartsen en medisch specialisten via een daar toe aangewezen apotheek voorgeschreven worden.

### Regelgeving
Cannabis valt onder de Opiumwet. Volgens het Enkelvoudig Verdrag inzake verdovende middelen van de Verenigde Naties moet een land dat de teelt van medicinale cannabis toestaat, een nationaal bureau hebben dat de hele oogst opkoopt. In Nederland is dat het Bureau voor Medicinale Cannabis (BMC), dat verantwoordelijk is voor de uitvoering van het Nederlandse cannabisprogramma. Dit behelst het alleenrecht om de medicinale cannabis te kopen van de aangewezen bedrijven, en in Nederland te verkopen aan onderzoekers, bedrijven en apothekers die er medicijnen van maken. Dit bureau verzorgt ook de export naar buitenlandse landelijke overheden (van onder meer Duitsland, Italië en Australië) voor de verstrekking aan patiënten.

## Geschiedenis Bedrocan
Het BMC werd in 2000 opgericht door toenmalig minister Els Borst na een langjarig traject waarin de werking en de voor- en nadelen van medicinale cannabis waren onderzocht. Twee jaar later werd voor het eerst legaal medicinale cannabis in Nederland verbouwd door twee bedrijven, de Stichting Institute of Medicinal Marihuana (SIMM) en Bedrocan, waarvan de laatste als enige overbleef.
Het kwekersbedrijf bestond al sinds 1984, toen het begon met de teelt van onder meer witlof, asperges en potplanten. Medeoprichter Tjalling Erkelens kwam in de jaren negentig in contact met een bedrijf dat handelde in cannabiszaden. Omdat er vanuit de overheid was aangekondigd de productie van medicinale cannabis toe te staan, besloot het bedrijf op zoek te gaan naar een methode om planten van goede en constante kwaliteit te kunnen kweken.

## Productie

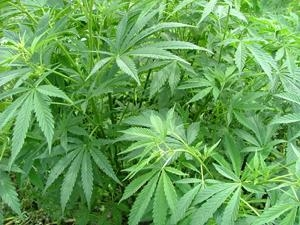
Cannabisplant

Bedrocan produceert gestandaardiseerde medicinale cannabis, wat inhoudt dat de dosis van de werkzame stoffen (API), waaronder cannabinoïden en terpenen, voor iedere geproduceerde partij exact hetzelfde is. Dit is mogelijk door de cannabis onder strikte farmaceutische richtlijnen via een unieke kweekmethode te produceren. Hierbij wordt niet alleen opgelet dat elke geproduceerde partij hetzelfde THC- en CBD-gehalte heeft, maar ook dat de juiste balans gevonden wordt tussen de meer dan honderd in potentie werkzame stoffen van de plant. 
Het bedrijf produceert cannabis in de vorm van flos (hele gedroogde bloemen) en granulaat (grof gemalen gedroogde bloemtoppen). Deze worden gebruikt als grondstof voor medicijnen zoals cannabisolie en flacons om cannabis te inhaleren. Het bedrijf produceert iedere week een nieuwe batch. 
De plant die van begin af aan gekweekt wordt is de vrouwelijke plant van het ras Cannabis sativa L. 'Afina'. De bloemtoppen daarvan leveren de hoogste concentratie THC, namelijk 22% in combinatie met een CBD-gehalte van minder dan 1%. Later ontwikkelde men ook andere cultivars met andere percentages THC en CBD. 

### Teelt
De cannabisplanten worden geteeld in een gesloten systeem, op hydrocultuur en onder kunstlicht. Hierbij worden innovatieve klimaattechnieken toegepast voor het regelen van licht, temperatuur, voedingsstoffen en water. De productieruimtes zijn van elkaar gescheiden en alleen toegankelijk via een sluis, en werknemers dragen beschermende kleding om verontreiniging te voorkomen. Elke ruimte in de productiehal heeft eigen condities die continu in de gaten worden gehouden om te garanderen dat de omstandigheden in elke productieronde precies hetzelfde zijn. 
Door de constante condities in combinatie met een unieke stekmethode wordt de kwaliteit van de eindproducten gegarandeerd. Het precieze stekproces is bedrijfsgeheim maar zorgt voor genetische stabiliteit. Hierdoor wordt voorkomen dat er genetische drift ontstaat, wat tot verzwakking van de plant kan leiden. Alle planten in de fabriek zijn afkomstig van hetzelfde zaadje uit 1994. Van de eerste plant die dat opleverde zijn sindsdien alle planten gekloond.
In de zogenaamde vegetatieve cel krijgen de jongste plantjes de juiste hoeveelheid voeding, water, warmte en licht om te groeien tot volwassen planten. Als de planten zijn gegroeid, gaan ze acht weken de kweekcel in: een ruimte waar de planten gaan bloeien. De bloeiende planten worden vervolgens geoogst, gedroogd in de drogerij, met de hand van de bloemen ontdaan, de bloemen worden bestraald met gammastraling om micro-organismen te doden en verwerkt tot het eindproduct.

### Controle

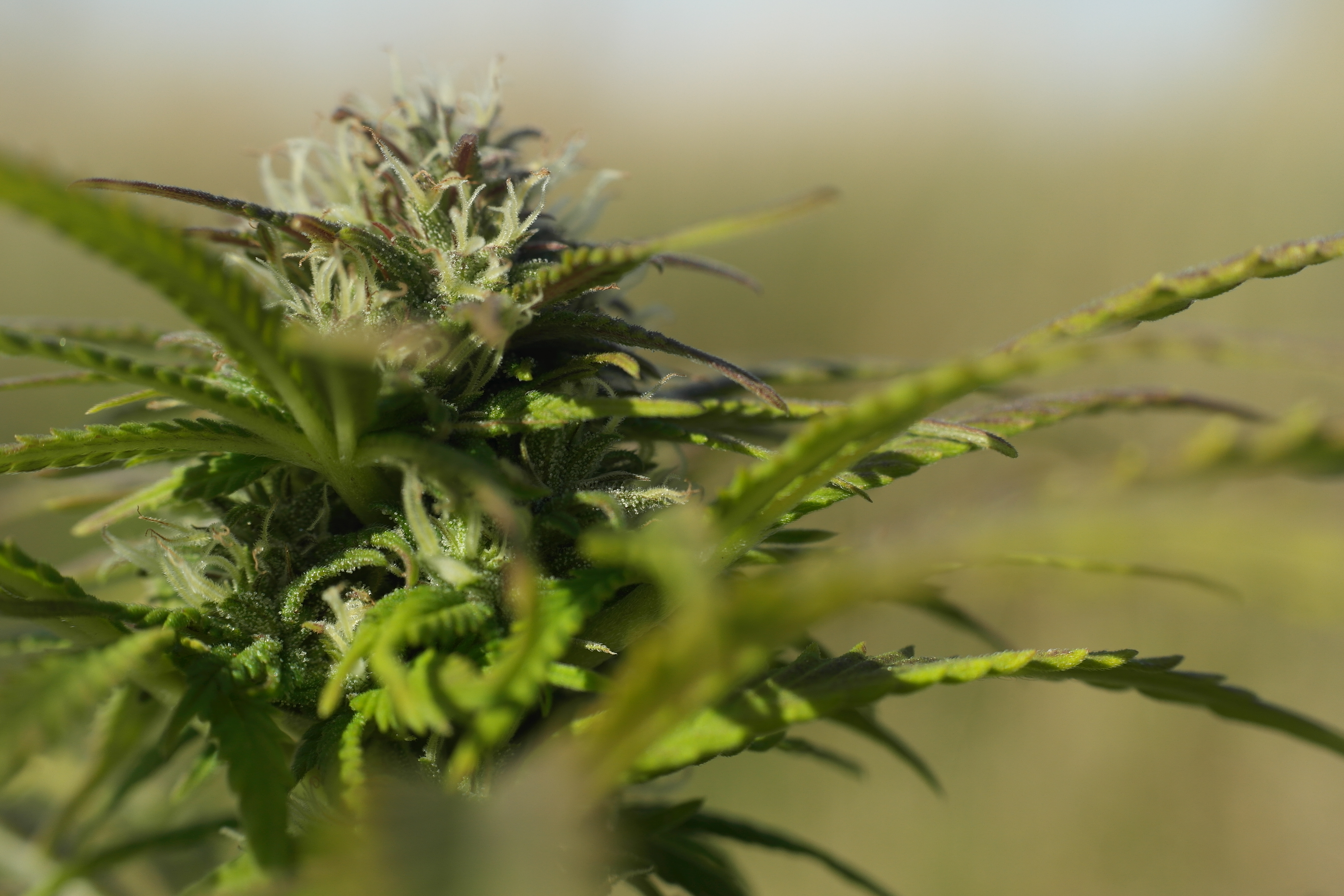
De vrouwelijke bloemen van de Cannabis Sativa L.

Elke partij cannabis wordt gecontroleerd door een medewerker van het BMC waarna de partij wordt opgehaald door de ophaaldienst van het BMC. Er wordt tevens een monster van elke partij voor controle naar Lab Ofichem (Ter Apel) gestuurd, een onafhankelijk laboratorium. Hier wordt getest of er geen pesticiden, schimmels of andere verontreinigingen in zitten en of het de beloofde hoeveelheid werkzame stoffen bevat. 

### Levering
Het bedrijf Fagron is het aangewezen bedrijf dat de bulkproducten verpakt in potjes van 5 gram. Dit bedrijf neemt de bestellingen van apotheken aan en levert binnen 24 uur. Er zijn anno 2022 in Nederland drie apotheken die op recept medicinale cannabis aan patiënten mogen verstrekken, te weten Clinical Cannabis Care in Breukelen, de Transvaal Apotheek in Den Haag en de Verenigde Apotheken Limburg.

## Producten
De vijf producten van Bedrocan, met de percentages werkzame stoffen, de plant waarvan het gemaakt wordt en de werkzaamheid tegen specifieke klachten, zijn:
- Bedrocan®: THC 22%, CBD <1,0% - flos - Sativa cultivar: Cannabis sativa L. ‘Afina’ (2003) - ingezet bij algemene pijn, glaucoom, migraine, misselijkheid, verminderde eetlust
- Bedrobinol®: THC 13,5%, CBD <1.0% - flos - Sativa cultivar: Cannabis sativa L. ‘Ludina’ (2005)
- Bediol®: THC 6,3%, CBD 8% - granulaat - Sativa cultivar Cannabis sativa L. ‘Elida’ (2007) - ingezet bij ontstekingen
- Bedica®: THC 14% , CBD <1,0% - granulaat - Indica cultivar Cannabis sativa L. ‘Talea’ (2011) - ingezet bij glaucoom, migraine, onrust en spasmen
- Bedrolite®: THC <1,0%, CBD 7,5% - granulaat - Sativa cultivar Cannabis sativa L. ‘Rensina’ (2014) - ingezet bij epilepsie

De verschillende cultivars van Cannabis sativa L. zijn door Bedrocan zelf ontwikkeld via veredeling om te kunnen beschikken over planten met verschillende percentages THC en CBD.